# Північна провінція (Замбія)
Північна провінція (англ. Northern Province) — одна з 10 провінцій Замбії. Становить приблизно одну п'яту загальної площі країни (найбільша провінція Замбії). Адміністративний центр — місто Касама.

## Географія
Межує з Центральною (на південному заході) і Східною (на сході) провінціями, провінцією Луапула (на заході), а також з державами ДРК (на півночі), Танзанією (на північному сході) і Малаві (на сході).
На території провінції лежать 3 великих озера: Бангвеулу і прилеглі до нього болота, Мверу-Вантіпа і велике озеро Танганьїка (на півночі), яке становить частину замбійського кордону з Конго і Танзанією.

## Населення
За даними на 2010 рік населення провінції становило 1 759 600 осіб. Приріст населення (4,3 %) — найвищий в країні. Майже 13 % населення Північної провінції проживає в її адміністративному центрі — місті Касама. Велика частина населення проживає в сільській місцевості. Найбільш поширена мова провінції — бемба.

## Адміністративний поділ

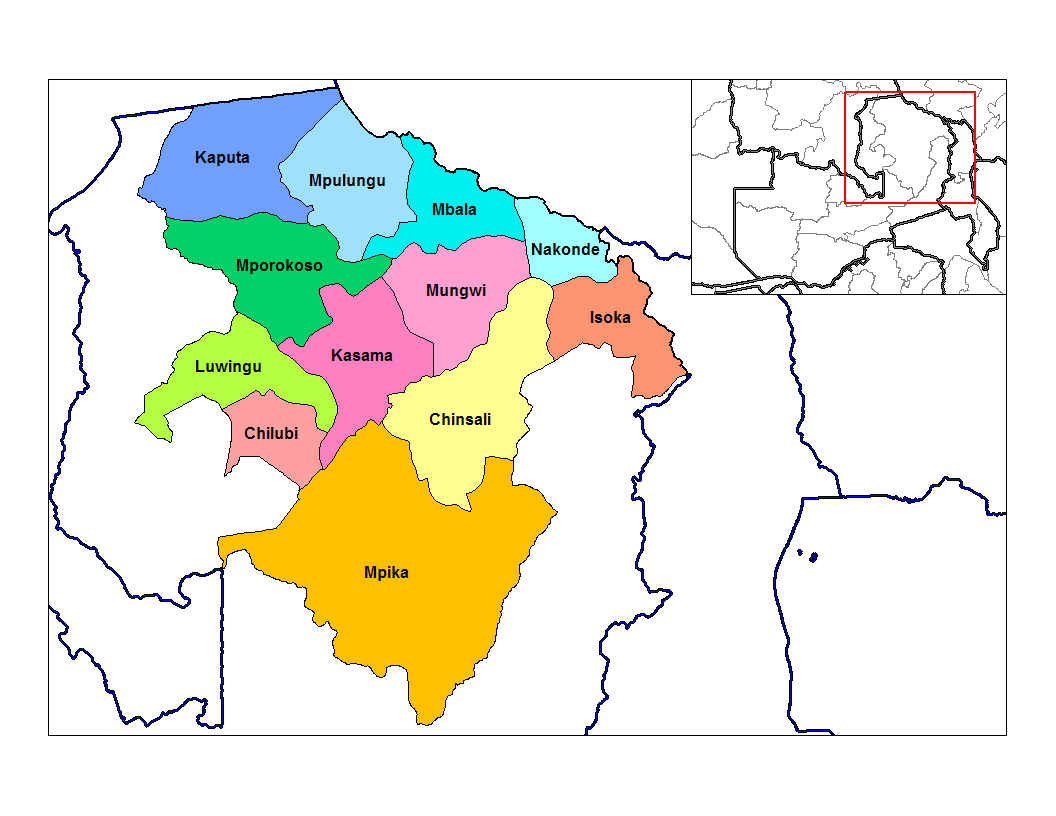
Карта адміністративного поділу

В адміністративному плані ділиться на 12 округів.
- Чілубі
- Чінсалі
- Ісока
- Капута
- Касама
- Лувінгу
- Мбала
- Мпика
- Мпорокосо
- Мпулунгу
- Мунгві
- Наконде

## Економіка
Інфраструктура комунікацій провінції вельми бідна. Дорожня мережа в поганому стані.